# ان‌کی‌کی
ان‌کی‌کی (انگلیسی: NKK) شرکت تجهیزات الکتریکی ژاپنی است، که در سال ۱۹۵۳ تأسیس شد.